# Puente ferroviario Jonava
El Puente ferroviario Jonava (en lituano: Jonavos geležinkelio tiltas, Jonavos geležinis tiltas) es un puente para ferrocarriles sobre el Neris, en Jonava (municipalidad distrital Jonava), la novena ciudad más grande de Lituania con una población de aproximadamente 35.000 personas.
El antiguo puente de ferrocarril en Jonava fue construido en 1914. El Autor del proyecto fue Petras Vileišis (1851-1926). Durante la Segunda Guerra Mundial, el puente fue destruido. Un nuevo puente fue construido 20 metros más abajo, en dirección a Kaunas. Uno de los viejos muelles del antiguo puente del ferrocarril fue abandonado en el río Neris. Esto fue planeado en 2008 para la construcción de una escultura para Žemyna. 